# Општина Зитакуаро (Мичоакан)
Зитакуаро (шп. Zitácuaro) општина је у Мексику у савезној држави Мичоакан. Општина се налази на надморској висини од 1942 м.

## Становништво
Према подацима из 2010. у општини је живело 155534 становника.

### Хронологија
| Година       | 2000                   | 2005                   | 2010                   |
| ------------ | ---------------------- | ---------------------- | ---------------------- |
| Становништво | 138050 (66288 / 71762) | 136491 (65293 / 71198) | 155534 (74715 / 80819) |

### Попис
| \| \| м \| \| \| ж \| \| 0—2 \| 4.680 \| \| \| 4.701 \| \| 3—5 \| 5.153 \| \| \| 5.039 \| \| 6—11 \| 10.492 \| \| \| 10.052 \| \| 12—14 \| 4.987 \| \| \| 5.163 \| \| 15—17 \| 5.280 \| \| \| 5.374 \| \| 18—24 \| 9.665 \| \| \| 10.582 \| \| 60+ \| 6.081 \| \| \| 7.470 \| \| Просек : \| 27,1 \| \| \| 28,4 \| |        |  |  |        |
| |        |  |  |        |
| | м      |  |  | ж      |
| 0—2 | 4.680  |  |  | 4.701  |
| 3—5 | 5.153  |  |  | 5.039  |
| 6—11 | 10.492 |  |  | 10.052 |
| 12—14 | 4.987  |  |  | 5.163  |
| 15—17 | 5.280  |  |  | 5.374  |
| 18—24 | 9.665  |  |  | 10.582 |
| 60+ | 6.081  |  |  | 7.470  |
| Просек : | 27,1   |  |  | 28,4   |

| #   | Индикатор                                                                                        | Вредност |
| --- | ------------------------------------------------------------------------------------------------ | -------- |
| 1   | Становништво од 0 до 2 године                                                                    | 9381     |
| 2   | Мушко становништво од 0 до 2 године                                                              | 4680     |
| 3   | Женско становништво од 0 до 2 године                                                             | 4701     |
| 4   | Становништво са 3 и више година                                                                  | 145457   |
| 5   | Мушко становништво са 3 и више година                                                            | 69693    |
| 6   | Женско становништво са 3 и више година                                                           | 75764    |
| 7   | Становништво са 5 и више година                                                                  | 138603   |
| 8   | Мушко становништво са 5 и више година                                                            | 66216    |
| 9   | Женско становништво са 5 и више година                                                           | 72387    |
| 10  | Становништво са 12 и више година                                                                 | 114721   |
| 11  | Мушко становништво са 12 и више година                                                           | 54048    |
| 12  | Женско становништво са 12 и више година                                                          | 60673    |
| 13  | Становништво са 15 и више година                                                                 | 104571   |
| 14  | Мушко становништво са 15 и више година                                                           | 49061    |
| 15  | Женско становништво са 15 и више година                                                          | 55510    |
| 16  | Становништво са 18 и више година                                                                 | 93917    |
| 17  | Мушко становништво са 18 и више година                                                           | 43781    |
| 18  | Женско становништво са 18 и више година                                                          | 50136    |
| 19  | Становништво од 3 до 5 година                                                                    | 10192    |
| 20  | Мушко становништво од 3 до 5 година                                                              | 5153     |
| 21  | Женско становништво од 3 до 5 година                                                             | 5039     |
| 22  | Становништво од 6 до 11 година                                                                   | 20544    |
| 23  | Мушко становништво од 6 до 11 година                                                             | 10492    |
| 24  | Женско становништво од 6 до 11 година                                                            | 10052    |
| 25  | Становништво од 8 до 14 година                                                                   | 23988    |
| 26  | Мушко становништво од 8 до 14 година                                                             | 12144    |
| 27  | Женско становништво од 8 до 14 година                                                            | 11844    |
| 28  | Становништво од 12 до 14 година                                                                  | 10150    |
| 29  | Мушко становништво од 12 до 14 година                                                            | 4987     |
| 30  | Женско становништво од 12 до 14 година                                                           | 5163     |
| 31  | Становништво од 15 до 17 година                                                                  | 10654    |
| 32  | Мушко становништво од 15 до 17 година                                                            | 5280     |
| 33  | Женско становништво од 15 до 17 година                                                           | 5374     |
| 34  | Становништво од 18 до 24 године                                                                  | 20247    |
| 35  | Мушко становништво од 18 до 24 године                                                            | 9665     |
| 36  | Женско становништво од 18 до 24 године                                                           | 10582    |
| 37  | Женско становништво од 15 до 49 година                                                           | 42171    |
| 38  | Становништво са 60 и више година                                                                 | 13551    |
| 39  | Мушко становништво са 60 и више година                                                           | 6081     |
| 40  | Женско становништво са 60 и више година                                                          | 7470     |
| 41  | Однос између мушкараца и жена                                                                    | 92.45    |
| 42  | Становништво од нуле до 14 година                                                                | 50267    |
| 43  | Становништво од 15 до 64 године                                                                  | 94918    |
| 44  | Становништво од 65 година и више                                                                 | 9653     |
| 45  | Просечан број деце                                                                               | 2.7      |
| 46  | Становништво рођено у ентитету                                                                   | 140671   |
| 47  | Мушко становништво рођено у ентитету                                                             | 67709    |
| 48  | Женско становништво рођено у ентитету                                                            | 72962    |
| 49  | Становништво рођено у другом ентитету                                                            | 12906    |
| 50  | Мушко становништво рођено у другом ентитету                                                      | 6030     |
| 51  | Женско становништво рођено у другом ентитету                                                     | 6876     |
| 52  | Становништво од 5 година и више резидентно у ентитету у јуну 2005. године                        | 132911   |
| 53  | Мушко становништво старосног доба од 5 година и више, резидентно у ентитету у јуну 2005. године  | 63017    |
| 54  | Женско становништво старосног доба од 5 и више година, резидентно у ентитету у јуну 2005. године | 69894    |
| 55  | Становништво од 5 година и више које је живело у другом ентитету у јуну 2005. године             | 2912     |
| 56  | Мушко становништво старије од 5 година које је живело у другом ентитету у јуну 2005. године      | 1440     |
| 57  | Женско становништво старије од 5 година које је живело у другом ентитету у јуну 2005. године     | 1472     |
| 58  | Становништво од 3 године и више које говори аутохтони језик                                      | 5261     |
| 59  | Мушко становништво старо 3 године и више које говори аутохтони језик                             | 2468     |
| 60  | Женско становништво старо 3 године и више које говори аутохтони језик                            | 2793     |
| 61  | Становништво од 3 године и више које говори аутохтони језик и не говори шпански језик            | 43       |
| 62  | Мушко становништво старо 3 године и више које говори аутохтони језик и не говори шпански         | 12       |
| 63  | Женско становништво старо 3 године и више које говори аутохтони језик и не говори шпански језик  | 31       |
| 64  | Становништво старо 3 године и више које говори аутохтони језик и шпански                         | 4950     |
| 65  | Мушко становништво старо 3 године и више које говори аутохтони језик и шпански                   | 2328     |
| 66  | Женско становништво старо 3 године и више које говори аутохтони језик и шпански                  | 2622     |
| 67  | Становништво од 5 година и више које говори аутохтони језик                                      | 5196     |
| 68  | Становништво од 5 година и више које говори аутохтони језик и не говори шпански језик            | 43       |
| 69  | Становништво од 5 година и више које говори аутохтони језик и говори шпански језик               | 4894     |
| 70  | Становништво у домородачким домаћинствима                                                        | 10495    |
| 71  | Становништво са ограничењима у активностима                                                      | 7197     |
| 72  | Становништво са ограниченим ходањем или кретањем, горе или доле                                  | 3551     |
| 73  | Становници са ограничењима вида, чак и уз кориштење сочива                                       | 2471     |
| 74  | Становништво са ограничењима говора, комуникације или конверзације                               | 648      |
| 75  | Становништво са ограниченим слухом                                                               | 929      |
| 76  | Становништво са ограничењима при одевању, купању или јелу                                        | 233      |
| 77  | Становништво са ограничењима у опажању или учењу једноставних ствари                             | 277      |
| 78  | Становништво са менталним ограничењима                                                           | 534      |
| 79  | Становништво без ограничења активности                                                           | 146605   |
| 80  | Становништво од 3 до 5 година које не похађа школу                                               | 5338     |
| 81  | Мушко становништво од 3 до 5 година које не похађа школу                                         | 2723     |
| 82  | Женско становништво од 3 до 5 година које не похађа школу                                        | 2615     |
| 83  | Становништво од 6 до 11 година које не похађа школу                                              | 832      |
| 84  | Мушко становништво од 6 до 11 година које не похађа школу                                        | 437      |
| 85  | Женско становништво од 6 до 11 година које не похађа школу                                       | 395      |
| 86  | Становништво од 12 до 14 година које не похађа школу                                             | 1088     |
| 87  | Мушко становништво од 12 до 14 година које не похађа школу                                       | 612      |
| 88  | Женско становништво од 12 до 14 година које не похађа школу                                      | 476      |
| 89  | Становништво од 15 до 17 година похађа школу                                                     | 6138     |
| 90  | Мушко становништво од 15 до 17 година похађа школу                                               | 2945     |
| 91  | Женско становништво између 15 и 17 година живота у школи                                         | 3193     |
| 92  | Становништво од 18 до 24 године похађа школу                                                     | 4513     |
| 93  | Мушко становништво од 18 до 24 године похађа школу                                               | 2168     |
| 94  | Женско становништво од 18 до 24 године похађа школу                                              | 2345     |
| 95  | Становништво од 8 до 14 година које не може да чита и пише                                       | 1174     |
| 96  | Мушко становништво старосног доба од 8 до 14 година које не може да чита и пише                  | 707      |
| 97  | Женско становништво старосног доби од 8 до 14 година које не може да чита и пише                 | 467      |
| 98  | Становништво од 15 година и више које је неписмено                                               | 10977    |
| 99  | Мушко становништво од 15 година и више које је неписмено                                         | 4258     |
| 100 | Женско становништво од 15 година и више које је неписмено                                        | 6719     |
| 101 | Становништво старо 15 и више година без школовања                                                | 10932    |
| 102 | Мушко становништво старо 15 и више година без школовања                                          | 4459     |
| 103 | Женско становништво старо 15 и више година без школовања                                         | 6473     |
| 104 | Становништво старосног доба 15 и више година са непотпуним основним образовањем                  | 15968    |
| 105 | Мушко становништво старосног доба од 15 година и више са непотпуном основним образовањем         | 7850     |
| 106 | Женско становништво старосног доба 15 и више година са непотпуном основним образовањем           | 8118     |
| 107 | Становништво старо 15 и више година са комплетним основним образовањем                           | 18215    |
| 108 | Мушко становништво старо 15 година и више са комплетним основним образовањем                     | 8512     |
| 109 | Женско становништво старо 15 и више година са комплетним основним образовањем                    | 9703     |
| 110 | Становништво старосног доба 15 и више година са непотпуним средњим образовањем                   | 5888     |
| 111 | Мушко становништво старосног доба од 15 година и више са непотпуним средњим образовањем          | 3222     |
| 112 | Женско становништво старосног доба од 15 година и више са непотпуним средњим образовањем         | 2666     |
| 113 | Становништво старо 15 и више година са пуним секундарном образовањем                             | 23014    |
| 114 | Мушко становништво старосног доба од 15 година и више са пуним секундарном образовањем           | 11020    |
| 115 | Женско становништво старосног доба од 15 година и више са пуним секундарном образовањем          | 11994    |
| 116 | Становништво старије од 18 година са постосновним образовањем                                    | 27145    |
| 117 | Мушко становништво старије од 18 година са постосновним образовањем                              | 12548    |
| 118 | Женско становништво старије од 18 година са постосновним образовањем                             | 14597    |
| 119 | Просечна оцена школовања                                                                         | 7.73     |
| 120 | Просечан ниво образовања мушке популације                                                        | 7.79     |
| 121 | Просечан ниво образовања женског становништва                                                    | 7.68     |
| 122 | Економски активно становништво                                                                   | 57709    |
| 123 | Економски активна мушка популација                                                               | 39547    |
| 124 | Економски активна женска популација                                                              | 18162    |
| 125 | Становништво које није економски активно                                                         | 56288    |
| 126 | Мушко становништво које није економски активно                                                   | 14034    |
| 127 | Женско становништво које није економски активно                                                  | 42254    |
| 128 | Запослено становништво                                                                           | 54963    |
| 129 | Запослено мушко становништво                                                                     | 37290    |
| 130 | Запослено женско становништво                                                                    | 17673    |
| 131 | Незапослена популација                                                                           | 2746     |
| 132 | Незапослена мушка популација                                                                     | 2257     |
| 133 | Незапослена женска популација                                                                    | 489      |
| 134 | Становништво без права на здравствене услуге                                                     | 79911    |
| 135 | Становништво које има право на здравствене услуге                                                | 74453    |
| 136 | Становништво које има право на ИМСС                                                              | 28357    |
| 137 | Становништво које има право на социјално осигурање                                               | 13818    |
| 138 | Становништво које има право на државно социјално осигурање                                       | 219      |
| 139 | Становништво које има право на опште осигурање или здравствено осигурање за нову генерацију      | 28770    |
| 140 | Становништво које је било једном или није било у браку током 12 година и више                    | 41698    |
| 141 | Венчано или уједињено становништво од 12 година и више                                           | 61842    |
| 142 | Становништво које је било у браку или уједињено 12 година и више                                 | 10899    |
| 143 | Становништво са католичком религијом                                                             | 139479   |
| 144 | Протестанти, еванђелисти и библијски следбеници различити од еванђелиста                         | 10531    |
| 145 | Становништво са другим религијама различитим од претходних                                       | 49       |
| 146 | Становништво без религије                                                                        | 2294     |
| 147 | Укупно пописаних домаћинства                                                                     | 35811    |
| 148 | Пописна домаћинства на челу са мушкарцима                                                        | 26612    |
| 149 | Пописна домаћинства на челу са женама                                                            | 9199     |
| 150 | Становништво у пописним домаћинствима                                                            | 154466   |
| 151 | Становништво у пописним домаћинствима на челу са мушкарцима                                      | 120756   |
| 152 | Становништво у пописним домаћинствима на челу са женама                                          | 33710    |
| 153 | Укупно домаћинстава                                                                              | 44155    |
| 154 | Укупно насељених домаћинстава                                                                    | 36038    |
| 155 | Укупно приватних кућа                                                                            | 43928    |
| 156 | Насељени приватни домови                                                                         | 35811    |
| 157 | Укупно насељених приватних кућа                                                                  | 36025    |
| 158 | Ненасељене приватне куће                                                                         | 5674     |
| 159 | Појединачна домаћинства за привремену употребу                                                   | 2443     |
| 160 | Становници у насељеним приватним кућама                                                          | 154466   |
| 161 | Насељеност станара у приватним становима                                                         | 4.31     |
| 162 | Просечно становника по соби у приватним насељеним домаћинствима                                  | 1.23     |
| 163 | Појединачна домаћинства са подовима од различитих материјала од земље                            | 29759    |
| 164 | Појединачна домаћинства у приземљу                                                               | 5881     |
| 165 | Појединачна домаћинства са једном спаваћом собом                                                 | 12934    |
| 166 | Појединачна домаћинства са две спаваће собе и више                                               | 22708    |
| 167 | Појединачна домаћинства са једним собом                                                          | 2409     |
| 168 | Појединачна домаћинства са две собе                                                              | 7665     |
| 169 | Појединачна домаћинства са 3 собе и више                                                         | 25518    |
| 170 | Појединачна домаћинства која имају електрично светло                                             | 34796    |
| 171 | Појединачна домаћинства која немају електрично светло                                            | 848      |
| 172 | Појединачна домаћинства која имају водоводну воду у стамбеном простору                           | 30285    |
| 173 | Појединачна домаћинства која немају водоводну воду у стамбеном простору                          | 5334     |
| 174 | Појединачна домаћинства која имају тоалет                                                        | 33963    |
| 175 | Појединачна домаћинства која имају канализацију                                                  | 30258    |
| 176 | Појединачна домаћинства која немају канализацију                                                 | 5206     |
| 177 | Појединачна домаћинства која имају електрично светло, довод воде из јавне мреже и канализацију   | 27035    |
| 178 | Појединачна домаћинства без икаквих услова                                                       | 1415     |
| 179 | Појединачна домаћинства која имају радио                                                         | 26458    |
| 180 | Појединачна домаћинства која имају телевизор                                                     | 32425    |
| 181 | Појединачна домаћинства која имају фрижидер                                                      | 23907    |
| 182 | Појединачна домаћинства која имају машину за веш                                                 | 17779    |
| 183 | Појединачна домаћинства која имају аутомобил или комби                                           | 12646    |
| 184 | Појединачна домаћинства која имају рачунар                                                       | 5905     |
| 185 | Појединачна домаћинства која имају фиксну телефонску линију                                      | 9383     |
| 186 | Појединачна домаћинства која имају мобилни телефон                                               | 20476    |
| 187 | Појединачна домаћинства која имају приступ интернету                                             | 3522     |